# I den 7. himmel
I den syvende himmel (originalt: 7th heaven) er en amerikansk dramaserie, instrueret af Brenda Hampton. Indtil videre er der 265 episoder, der er startet helt tilbage i 1996. I den syvende himmel handler om præstefaren Eric Camden (Stephen Collins) og den hjemmegående mor Annie Camden (Catherine Hicks), der har syv børn og en hund. I tv-serien er der en række kendisser med. Bl.a. er Jessica Biel som spiller den eventyrlystne teenager Mary Camden med. Derudover er Beverley Mitchell (Lucy Camden) og Haylie Duff (Sandy Jameson) med. Den populære serie har været nomineret til en Emmy, vundet 20 andre priser, og har været nomineret til 50 priser i alt.